# Индекс автомобильных номеров Швейцарии
Номерно́й знак — маркировка, устанавливаемая на оборудованных двигателем транспортных средствах в Швейцарской Конфедерации. В разговорной речи зачастую именуется номером или автомобильным номером. При этом понятие номер в качестве синонима понятия номерной знак в законе официально используется лишь применительно к велосипедным номерам.

## Кантональные номерные знаки

### До 1905 г.
В 1894 г. в кантоне Базель-Штадте было предписано устанавливать велосипедные номерные знаки и на оборудованных двигателем транспортных средствах. В 1901 г. номерные знаки были введены для транспортных средств с двигателем в кантоне Люцерне, а в 1902 г. кантон Цюрих установил, чтобы транспортные средства с двигателем имели номерные знаки как спереди, так и сзади.

### 1905—1933
6 февраля 1905 г. все кантоны приняли распределение номеров по нижеуказанной схеме. На номерных знаках слева стал устанавливаться швейцарский герб, а справа — кантональный герб. Щитки были чёрного цвета с белыми знаками на них.
| 1—1000    | Цюрих      |
| 1001—2200 | Берн       |
| 2201—2600 | Люцерн     |
| 2601—2700 | Ури        |
| 2701—2900 | Швиц       |
| 2901—3000 | Обвальден  |
| 3001—3100 | Нидвальден |
| 3101—3300 | Гларус     |
| 3301—3400 | Цуг        |

| 3401—3800 | Фрибур                 |
| 3801—4100 | Золотурн               |
| 4101—4600 | Базель-Штадт           |
| 4601—4800 | Базель-Ланд            |
| 4801—5000 | Шаффхаузен             |
| 5001—5200 | Аппенцелль-Ауссерроден |
| 5201—5300 | Аппенцелль-Иннерроден  |
| 5301—5800 | Санкт-Галлен           |
| 5801—6000 | Граубюнден             |

| 6001—6400 | Аргау     |
| 6401—6700 | Тургау    |
| 6701—7100 | Тичино    |
| 7101—8000 | Во        |
| 8001—8400 | Вале      |
| 8401—8800 | Невшатель |
| 8801—9999 | Женева    |

К 1911 г. выделенные номера частично закончились, поэтому к номеру стали добавлять дополнительную литеру. На бернском номерном знаке вследствие этого могло, например, указываться: 1841P. С 1922 г. некоторые кантоны начали разрешать выпуск белых щитков с чёрными знаками на них, так как такие щитки были менее восприимчивы к загрязнению.
В 1933 г. от этой системы пришлось отказаться, так как вскоре выделенные номерные интервалы даже с дополнительными литерами исчерпали себя, и была введена схема, действующая по настоящее время.

### С 1933 г.

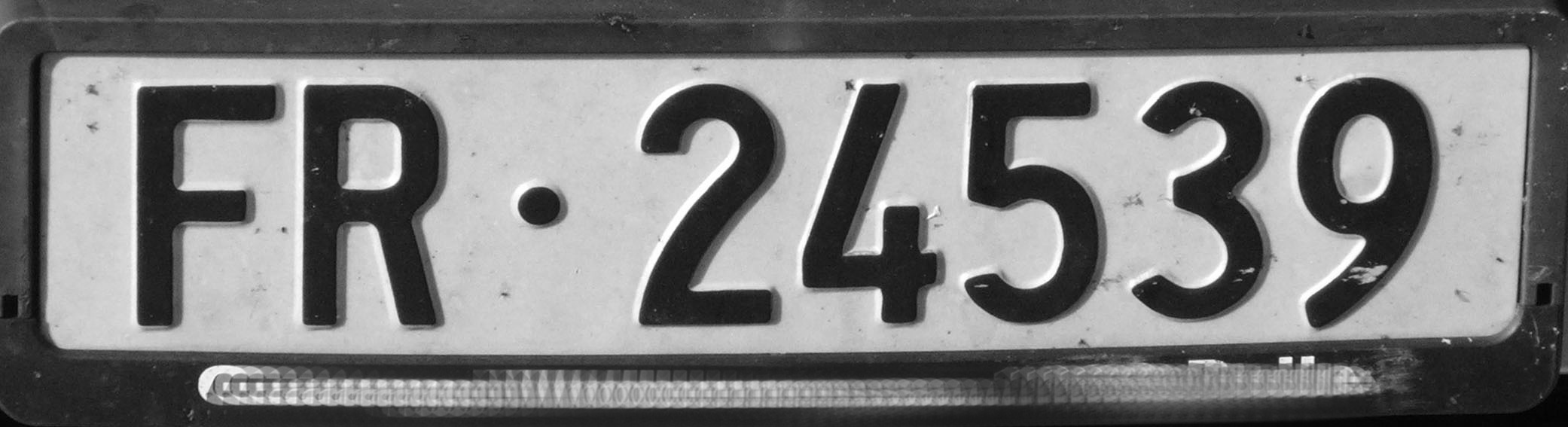
Передний номерной знак
(FR = Фрибур (кантон))

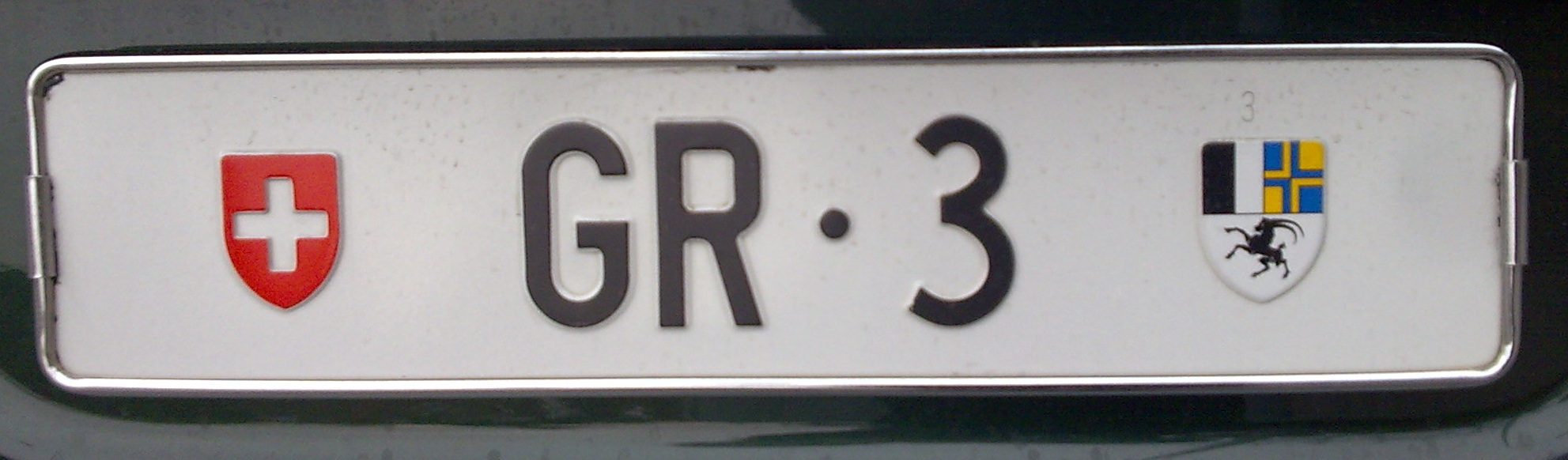
Задний номерной знак в однострочном формате
(GR = Граубюнден)

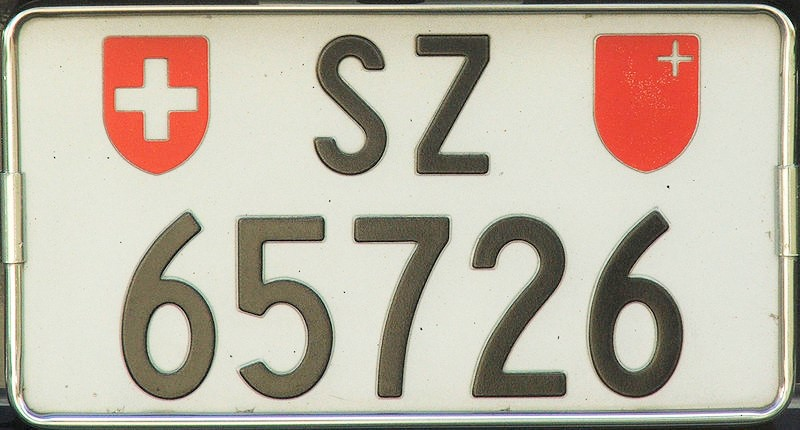
Задний номерной знак в двухстрочном формате
(SZ = Швиц (кантон))

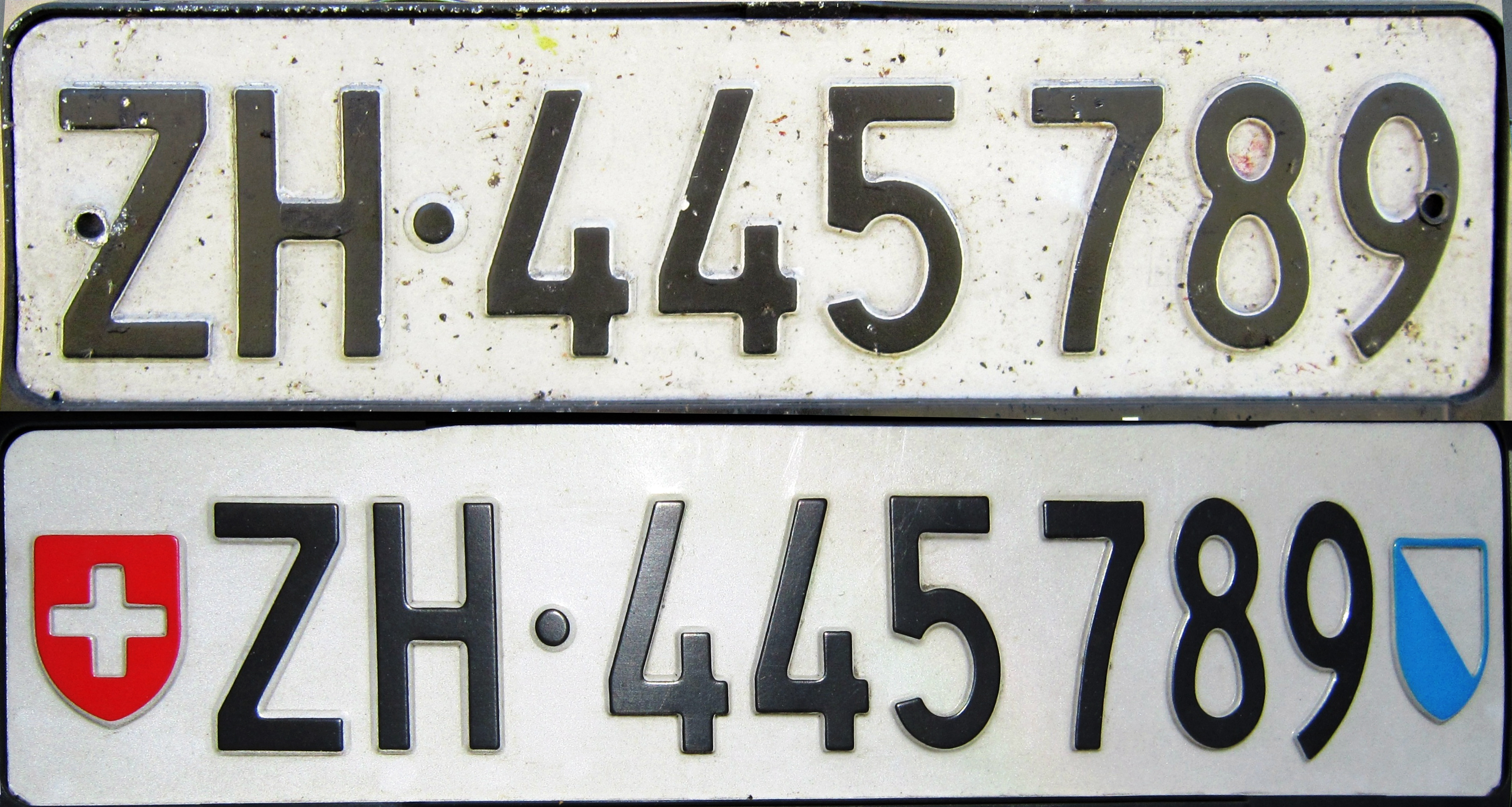
Шестизначные номера с разделением групп разрядов в виде узкого пробела
(ZH = Цюрих (кантон))

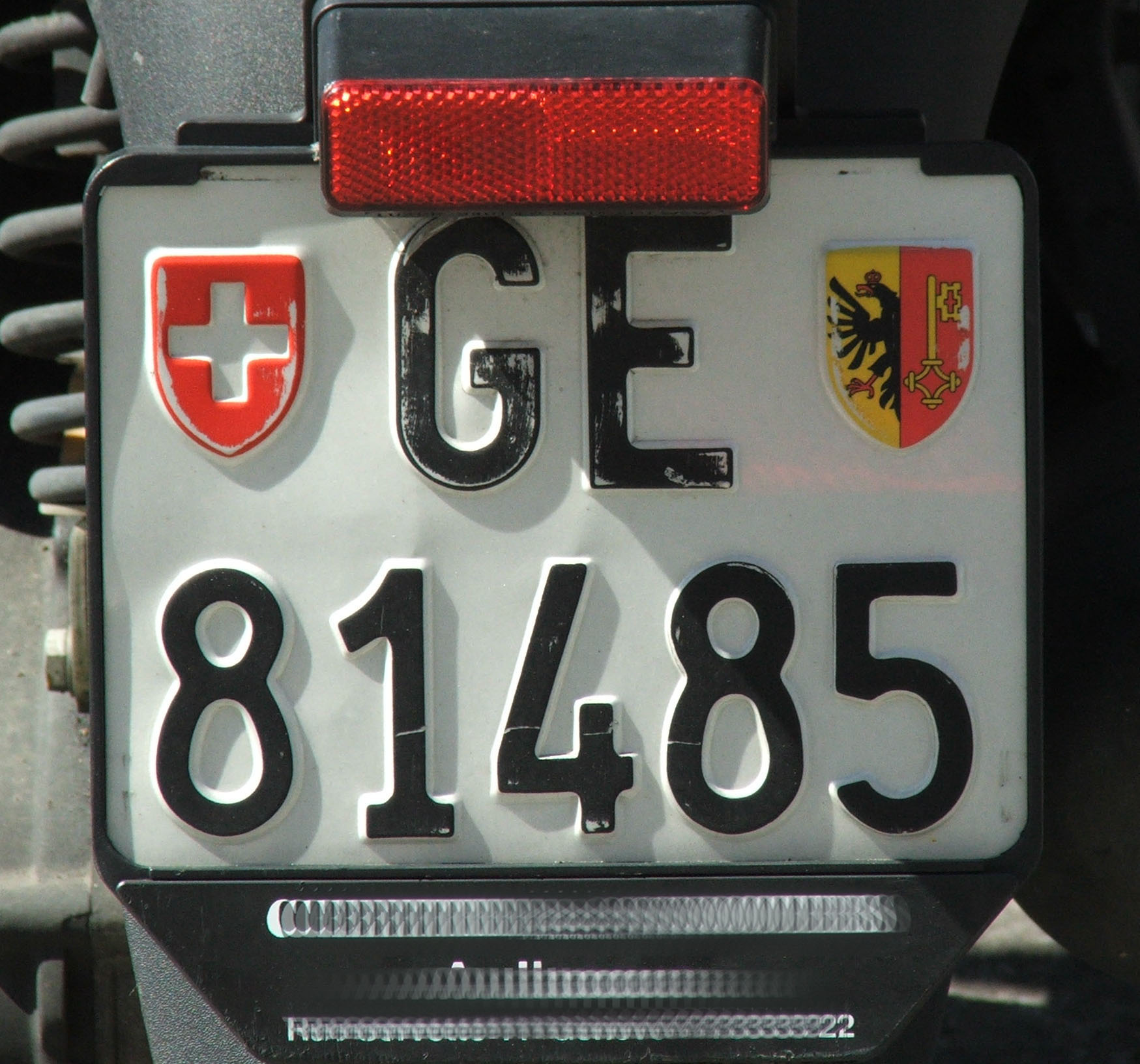
Номерной знак для мотоциклов
(GE = Женева (кантон))

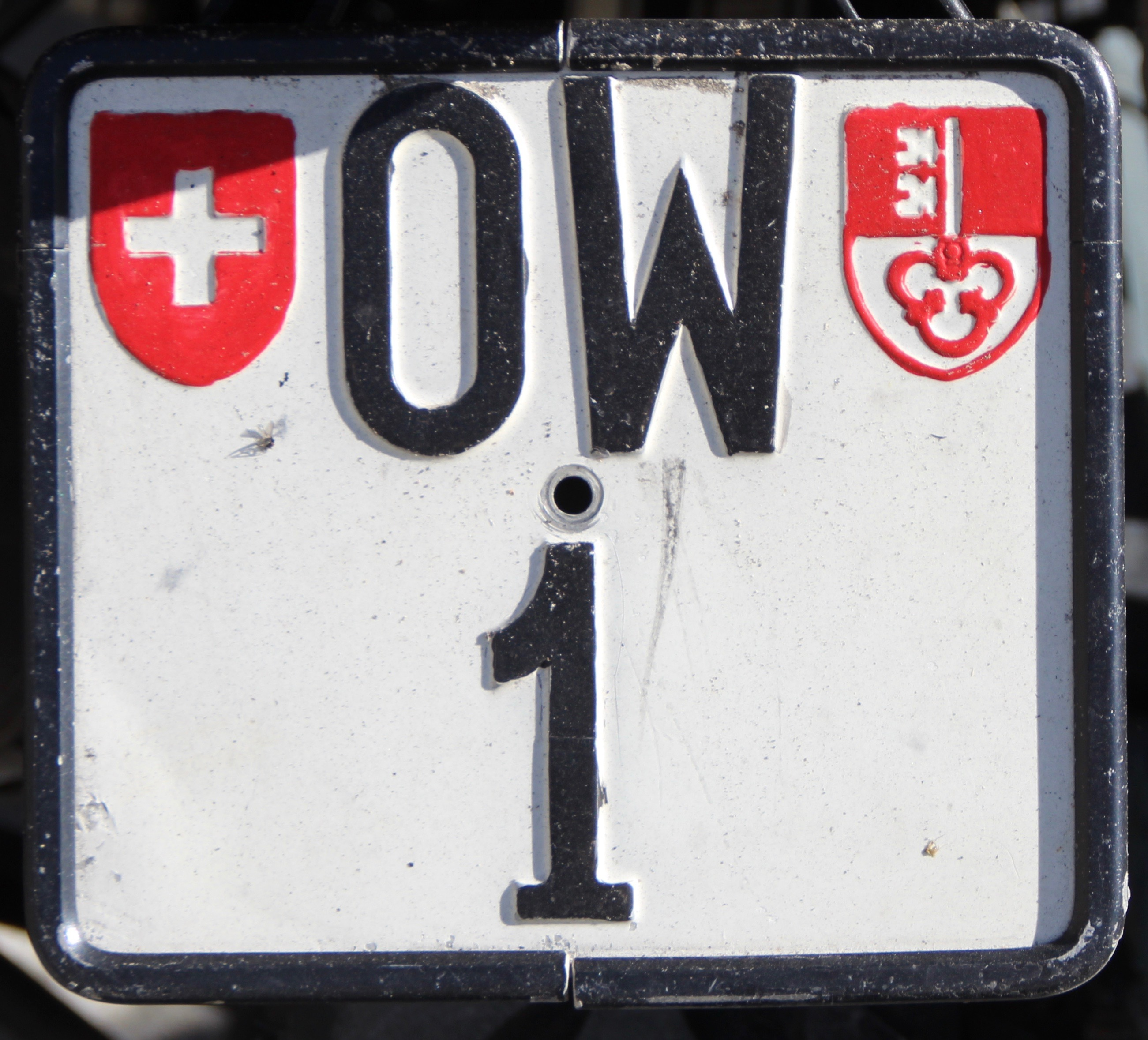
Номерной знак для мотоциклов
(OW = Обвальден)

Номерные знаки стали выдаваться транспортными ведомствами кантонов. При этом с 1933 г. стали применяться двухбуквенные сокращения названий кантонов перед цифрами, количество которых различалось от одной до шести. В случае шестизначного номера ставится разделитель групп разрядов в виде узкого пробела.
В отличие от многих других государств Европы, в Швейцарии номерные знаки закрепляются не за каким-либо транспортным средством, а за его владельцем. По заявлению владелец может использовать номерные знаки и в качестве временных знаков не более чем для двух транспортных средств. Во многих кантонах на один номерной знак допускается до 99 ретроавтомобилей (транспортных средств со сроком фактической эксплуатации 30 лет и более). В обычном случае к движению может быть допущено не более двух транспортных средств с одним и тем же номерным знаком.
До настоящего времени литеры используются только для обозначения кантона или при пользовании транспортным средством на особом основании.
| AG • | XXX XXX | Аргау                  |
| AR • | XX XXX  | Аппенцелль-Ауссерроден |
| AI • | XX XXX  | Аппенцелль-Иннерроден  |
| BL • | XXX XXX | Базель-Ланд            |
| BS • | XXX XXX | Базель-Штадт           |
| BE • | XXX XXX | Берн                   |
| FR • | XXX XXX | Фрибур                 |
| GE • | XXX XXX | Женева                 |
| GL • | XX XXX  | Гларус                 |
| GR • | XXX XXX | Граубюнден             |
| JU • | XX XXX  | Юра                    |
| LU • | XXX XXX | Люцерн                 |
| NE • | XXX XXX | Невшатель              |
| NW • | XX XXX  | Нидвальден             |
| OW • | XX XXX  | Обвальден              |
| SH • | XX XXX  | Шаффхаузен             |
| SZ • | XXX XXX | Швиц                   |
| SO • | XXX XXX | Золотурн               |
| SG • | XXX XXX | Санкт-Галлен           |
| TI • | XXX XXX | Тичино1                |
| TG • | XXX XXX | Тургау                 |
| UR • | XX XXX  | Ури                    |
| VD • | XXX XXX | Во                     |
| VS • | XXX XXX | Вале                   |
| ZG • | XXX XXX | Цуг                    |
| ZH • | XXX XXX | Цюрих                  |

1 Сокращение TI используется также жителями итальянского эксклава Кампионе-д'Италия.

## Оформление щитков

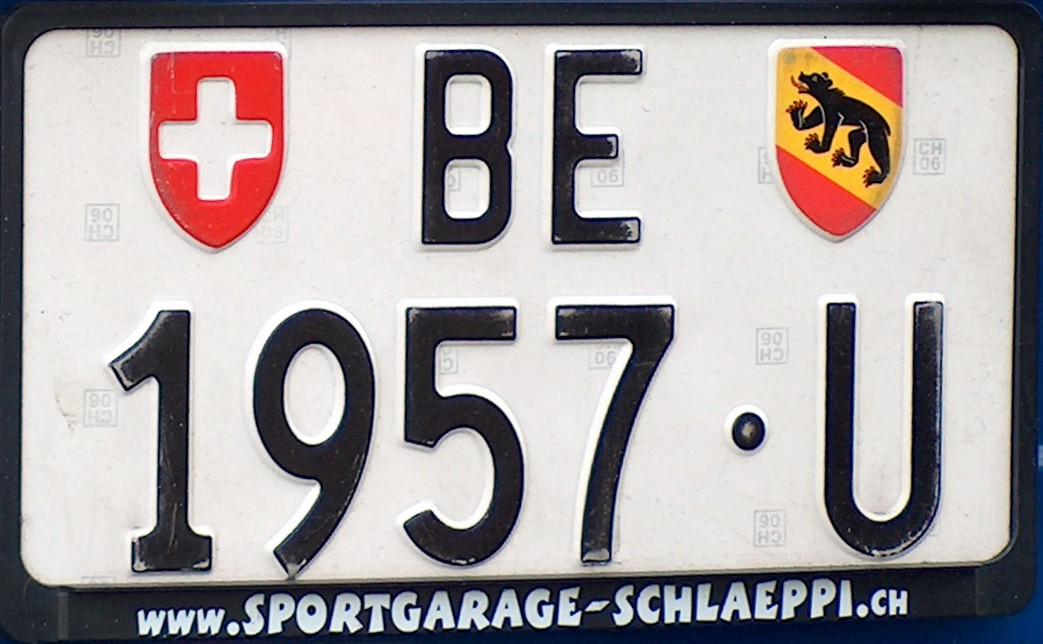
Дилерский щиток, кантон Берн

На переднем номерном знаке, немного меньшем по размеру, указывается лишь сокращение кантона и номер, на заднем же слева дополнительно ставится швейцарский герб, а справа — соответствующий кантональный герб.
Все швейцарские номерные знаки могут быть изготовлены по заявлению как в однострочном, так и в двухстрочном формате (последний применим лишь к задним номерным знакам).

### Пользование на особом основании

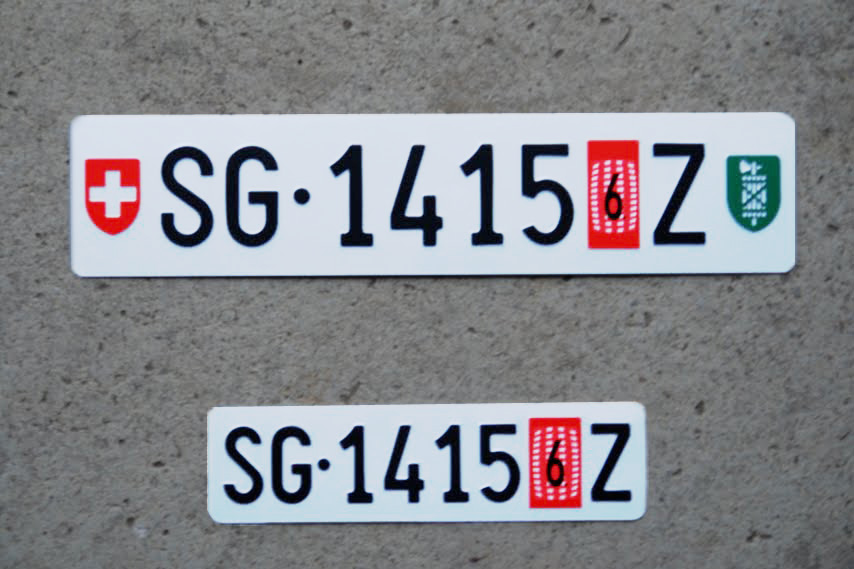
Таможенный номерной знак, Санкт-Галлен

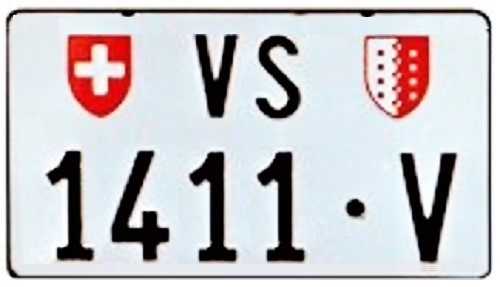
Щиток прокатного автомобиля

Если после номера на номерном знаке указываются одна или две литеры, то он используется на особом основании, например, торговцем автомобилями или как временный номерной знак. По закону арендованные транспортные средства больше не должны опознаваться по специальным номерным знакам. Поэтому номера, оканчивающиеся литерой V, больше не используются, и прокатные автомобили зачастую регистрируются в кантонах с благоприятными условиями страхования (VD или AI).
Номерные знаки для торговцев автомобилями (в разговорной речи «гаражные номера») разрешены лишь зарегистрированным торговцам и ремонтным мастерским. Такие номера могут временно использоваться для тест-драйва и перегона на всех транспортных средствах с двигателем, независимо от его мощности и выпуска в атмосферу веществ, загрязняющих окружающую среду. Наряду с применением обычных креплений номерных знаков транспортного средства, допускается крепление номеров, заканчивающихся литерой U, с помощью магнита к капоту двигателя и сзади, например, под задним стеклом или в подвешенном пластиковом кожухе.
| «U» | Дилерский щиток (от нем. Unternehmen, Umhangschild — предприятие, заменный щиток), в разговорной речи «гаражный номер» |
| «V» | Арендованное транспортное средство (выведены из употребления)                                                          |
| «Z» | Таможенный щиток (от нем. Zoll — таможня; ограничены в сроке действия)                                                 |

### Цвет фона и габариты

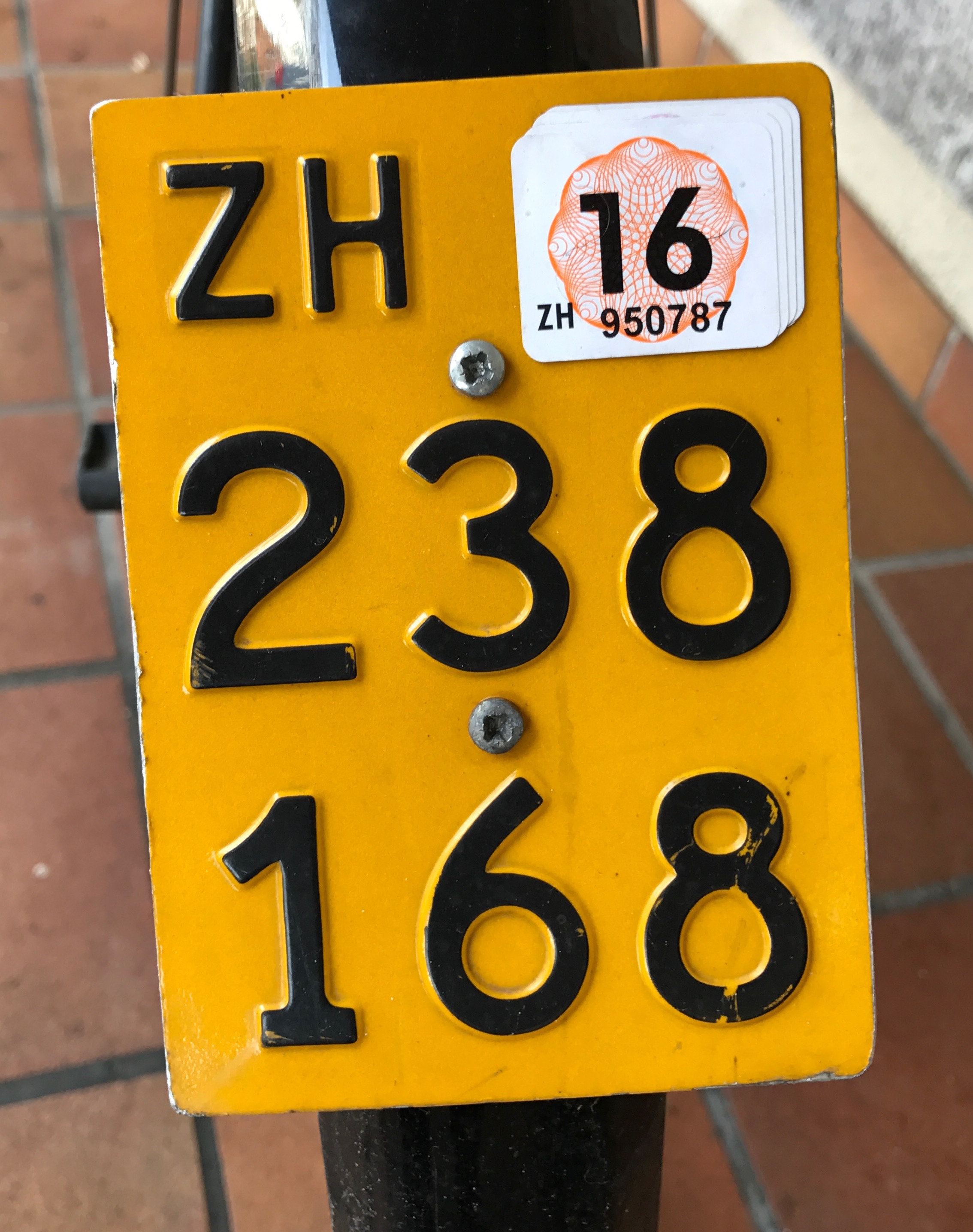
Номерной знак мопеда (до 2017 г., ср. ст. 151i ЗДД)

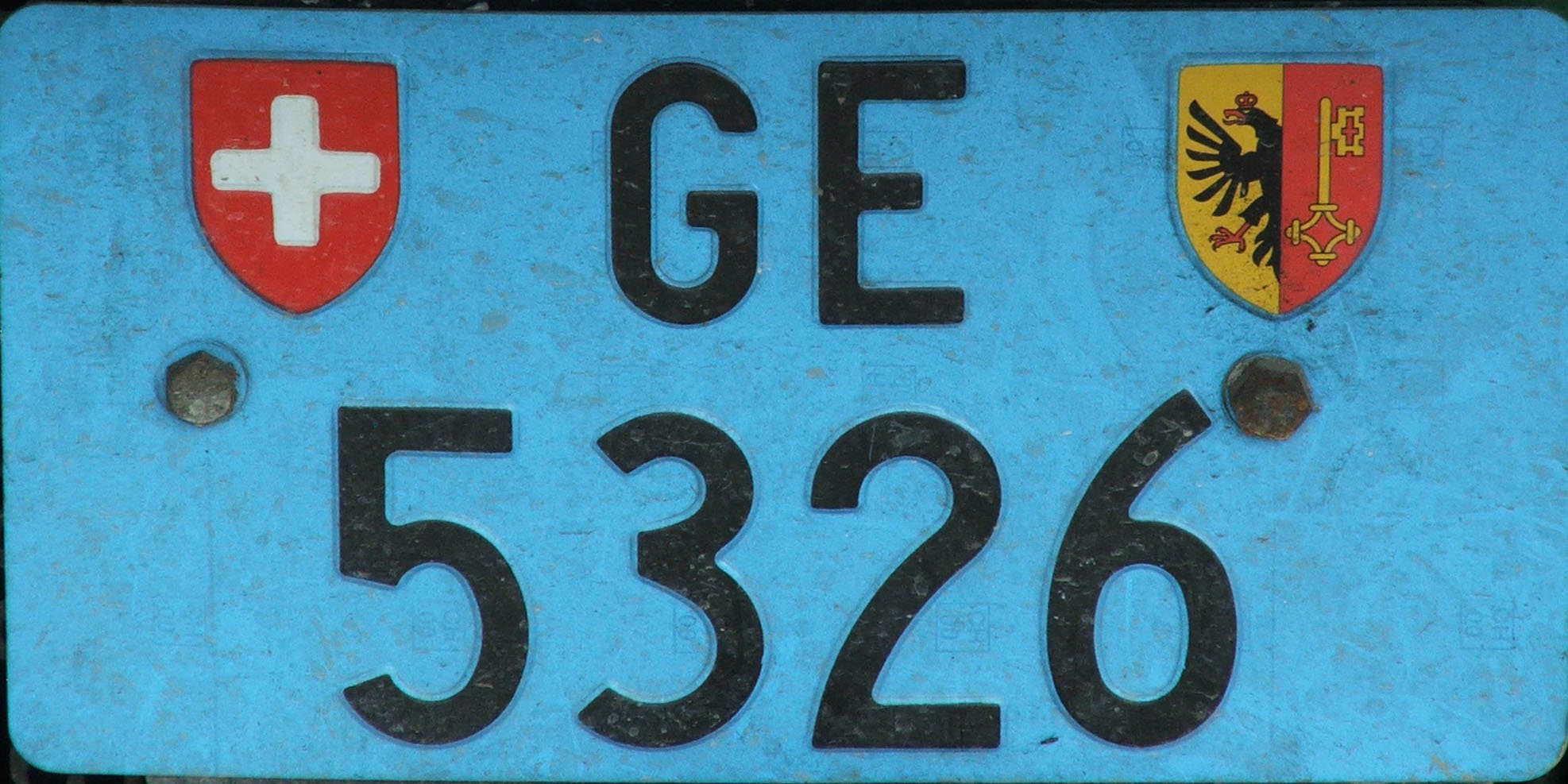
Номерной знак дорожной техники

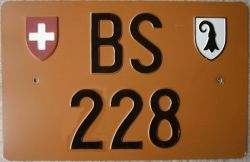
Номерной знак выделенного транспортного средства (старый формат 31×24 см [выдавались до 1972 г.])

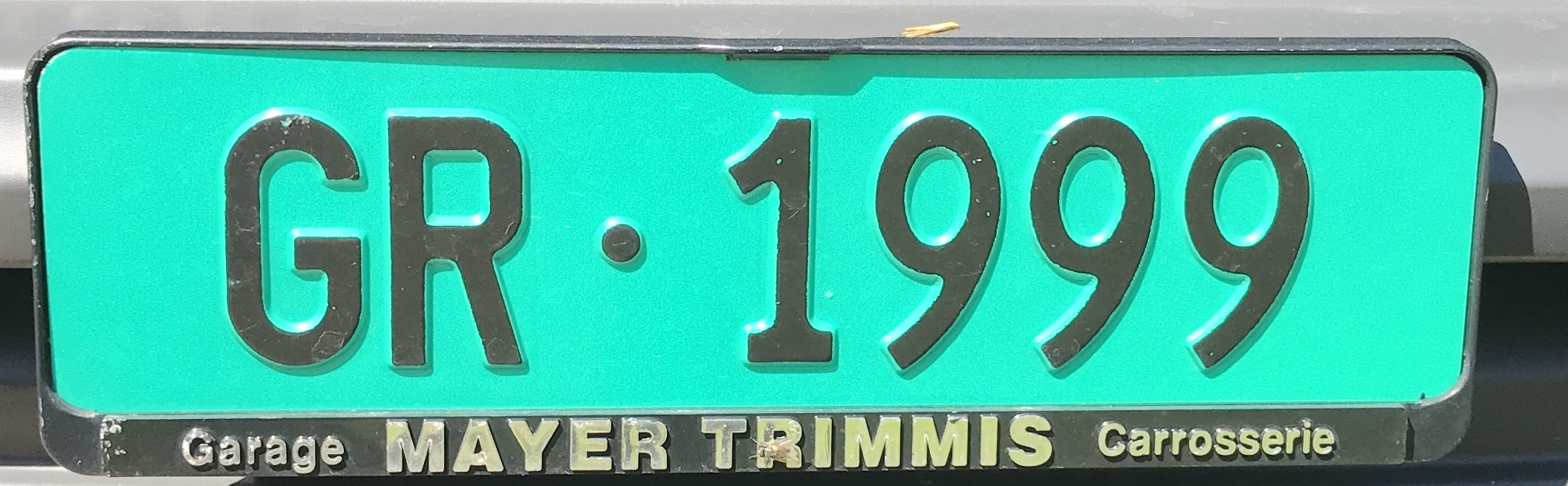
Номерной знак сельскохозяйственного транспортного средства

Цвет фона и габариты номерных знаков зависят от способа использования или типа транспортного средства. Во многих кантонах для каждого типа знаков ведётся независимая нумерация. Также вполне возможно, что многие транспортные средства имеют номерные знаки с одинаковыми числами. Применяются следующие форматы и цвета знаков:

#### Виды номерных знаков
| Оформление            | Передний щиток                           | Задний щиток                                                                                     | Использование                                                                                              |
| --------------------- | ---------------------------------------- | ------------------------------------------------------------------------------------------------ | --- |
| чёрным по белому      | да                                       | да, однострочный или двухстрочный                                                                | Автомобили и прицепы                                                                                       |
| чёрным по синему      | да                                       | да, однострочный или двухстрочный                                                                | Дорожная техника                                                                                           |
| чёрным по коричневому | да                                       | да, однострочный или двухстрочный                                                                | Выделенные транспортные средства                                                                           |
| чёрным по зелёному    | да                                       | нет                                                                                              | Сельскохозяйственные транспортные средства                                                                 |
| чёрным по белому      | нет                                      | да, узкий                                                                                        | Мотоциклы, трёхколёсные транспортные средства                                                              |
| чёрным по жёлтому     | нет                                      | да, узкий                                                                                        | Мотороллеры и лёгкие транспортные средства с двигателем до 45 км/ч (с 2017 г. лишь в вертикальном формате) |
| белым по чёрному      | да, литера «M» вместо сокращения кантона | да, однострочный или двухстрочный, без кантонального герба, литера «M» вместо сокращения кантона | Армейские транспортные средства                                                                            |

#### Габариты
| Номерные знаки                                                                                                   | в мм      |
| --- | --------- |
| Передний номер (выдавались до 1972 г.)                                                                           | 380 × 110 |
| Передний номер (выдаются с 1972 г.)                                                                              | 300 × 80  |
| Задний номер, однострочный (выдавались с марта 1959 до 1987 гг., до 1959 г. выдавались лишь двухстрочные номера) | 440 × 110 |
| Задний номер, однострочный (выдаются с 1987 г.)                                                                  | 500 × 110 |
| Задний номер, двухстрочный (выдавались по 1 ноября 1972 г.)                                                      | 310 × 240 |
| Задний номер, двухстрочный (выдаются со 2 ноября 1972 г.)                                                        | 300 × 160 |
| Задний номер для мотоциклов и (до 2017 г.) мотороллеров (узкий)                                                  | 180 × 140 |
| Задний номер мотороллеров (выдаются с 30 ноября 2012 г., ср. ст. 83 (недоступная ссылка) п. 3d ЗДД)              | 100 × 140 |

## Выдача
Номерные знаки выдаются не транспортным средствам, а их владельцам. При смене транспортного средства владельцем, он должен перевесить имеющийся у него номерной знак на новое транспортное средство, уведомив об этом органы власти. Прежнее транспортное средство, принадлежащее новому собственнику, получает номерной знак нового владельца. Если прежний владелец не уведомляет ни о каком новом транспортном средстве, он должен сдать номерной знак выдавшему его ведомству. В зависимости от кантона он остаётся зарезервированным для прежнего владельца на определённое время. Распределение проводится по заявителям (а не по транспортным средствам), поэтому в зависимости от кантона номер может быть также и продан. В кантоне Санкт-Галлене, например, пяти- и шестизначные номера могут находиться в продаже, тогда как номера с числом знаков от одного до четырёх могут лишь переходить по наследству.
Номерные знаки выдаются лишь при готовности их прикрепить. Это значит, что в случае сдачи номерных знаков, спустя определённое время они снова вводятся в оборот в том же кантоне. Если старых знаков, готовых к выдаче, не имеется, штампуются новые щитки со следующим по порядку номером. В некоторых кантонах, например, Женеве, всегда выдаются только новые номера по порядку.
В последние годы многие кантоны переходят к тому, что возвращённые номерные знаки с очень небольшими (от одного до четырёх знаков) или особенно легко запоминающимися числами (например 100 000 или 22333) продаются за специальную повышенную плату или предложившим наибольшую цену заявителям. Для этого многие кантоны организовали специальные интернет-порталы. Таким образом, в кантоне Санкт-Галлене профессиональная пожарная команда города Санкт-Галлена сдала назад номера с «SG 1» по «SG 20», и их продали с торгов по наивысшей цене. «SG 1» на настоящий момент является самым дорогим щитком в кантоне — он был продан на аукционе за 135 000 франков. С помощью этих торгов был существенно пополнен бюджет кантона. В 2017 г. предприниматель из Вале из протеста против кантона купил на аукционе номер VS 1 за 160 100 франков.

## Автомобильный индекс
Во многих кантонах реестр номерных знаков является общедоступным, частично через онлайн-запрос о владельце по интернет, если владелец не запрещал давать сведения о себе. Кроме того, ежегодно выпускаются в продажу справочники со списками номерных знаков и их владельцев.

## Армейские транспортные средства

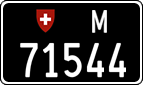
Задний щиток

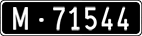
Передний щиток

Армейские транспортные средства (транспортные средства армии и ведомств Министерства обороны), транспортные средства Корпуса пограничной службы, таможенных следственных органов, Федерального ведомства вооружений, а также частично Федерального ведомства гражданской обороны должны учитываться Ведомством дорожного движения и судоходства армии (ВДДСА) под армейскими номерными знаками. На этих номерных знаках устанавливается швейцарский герб, литера «М» (сокращение от фр. Militaire) и номер белыми символами на чёрном фоне.
М-номера выдаются в соответствии с типом и партией транспортного средства и нумеруются по порядку в каждой серии, например, у танков 87 (Leopard 2):
- 1-я серия: 35 штук: M77101 — M77135
- 2-я серия: 120 штук: M77136 — M77255
- 3-я серия: 225 штук: M77256 — M77480
- БРЭМ 65: 69 штук: M78631 — M78699

У прототипов первой цифрой после «М» указывается 0, как и у транспортных средств, введённых в эксплуатацию Швейцарской армией (например, прототип БРЭМ 65: M0870), а также у транспортных средств, закупка которых осуществлялась несерийно (например, 35-мм противовоздушный танк B22L: M0888 и M0889 — или танковое орудие 68: M0872, M0898, M0899). Щиток лихтенштейнских номерных знаков очень похож на армейские номера Швейцарии (он также чёрного цвета), но на нём установлен княжеский герб и сокращение «FL» (от нем. Fürstentum Liechtenstein) вместо литеры «М».

## Дипломатические номерные знаки

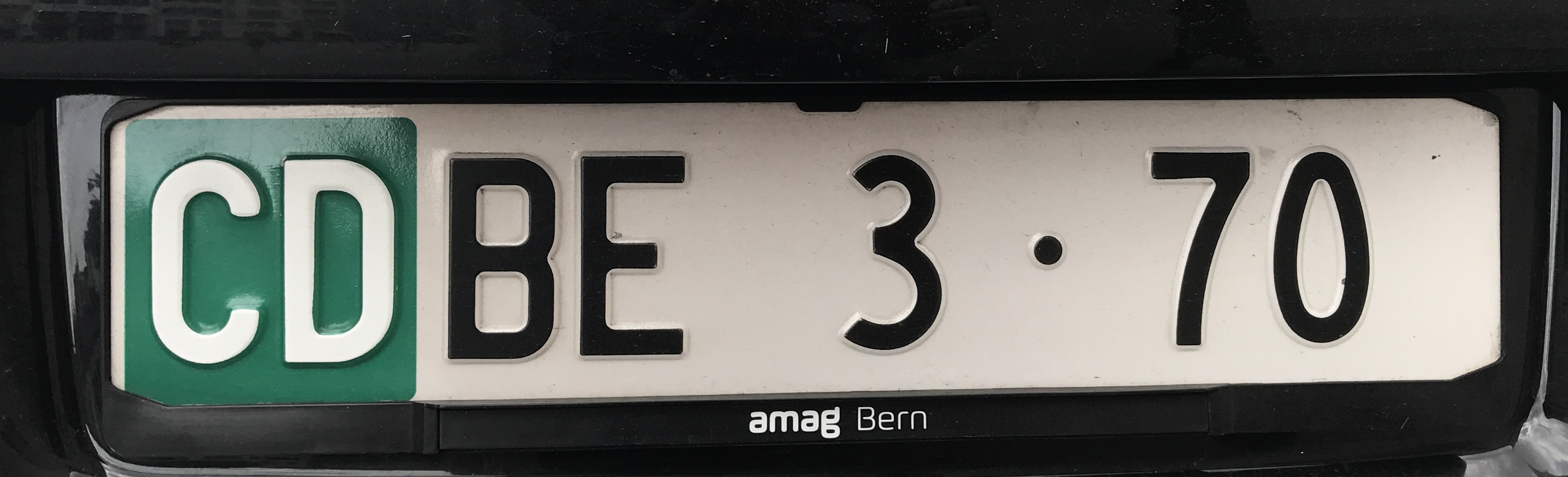

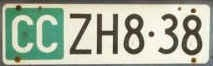

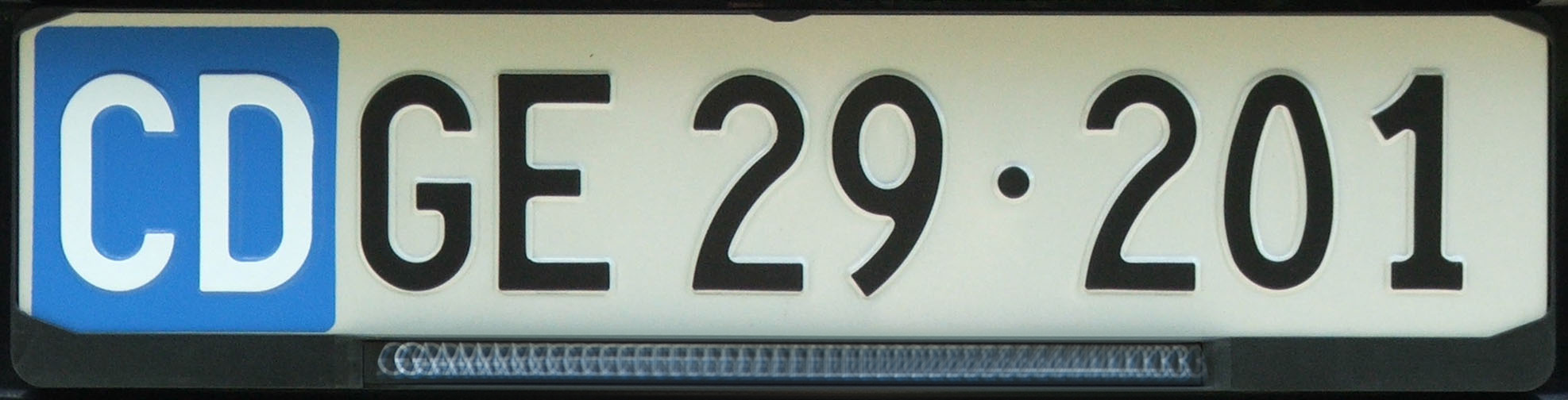
Дипломатический номерной знак кантона Женевы

Транспортные средства сотрудников дипломатического и консульского корпуса, а также международных организаций получают номерные знаки от кантона, в котором располагается посольство или консульство (ст. 84 п. 4 и 86 ЗДД).
- Знак «CD» на зелёном фоне:
  - Служебные автомобили дипломатических миссий
  - Транспортные средства с двигателем членов дипломатического персонала этих миссий
- Знак «CC» на зелёном фоне:
  - Служебные автомобили профессиональных должностных лиц на консульской работе
  - Транспортные средства с двигателем профессиональных должностных лиц консульств
  - Особый дополнительный знак «CC» на не более чем один автомобиль каждого почётного консула консульского отдела, которому Федеральный совет выдал экзекватуру. Паспорт транспортного средства в этом случае содержит отметку «Предоставлен CC-знак».
- Знак «CD» на синем фоне:
  - Служебные автомобили постоянных миссий или других представительств при межгосударственных организациях, а также транспортные средства с двигателем членов дипломатического персонала этих миссий
  - Служебные автомобили таких институциональных заявителей, как межгосударственные организации, международные учреждения, секретариаты или другие органы, действующие по договору, основанному на международном праве, независимые комиссии, международные суды, арбитражи, а также другие международные организации (ст. 2 п. 1 a, b, i-m Закона о стране пребывания), которые пользуются привилегиями, иммунитетом и льготными условиями, а также транспортные средства с двигателем высших должностных лиц этих институциональных заявителей, обладающих в Швейцарии дипломатическим статусом
- Знак «AT» на зелёном фоне:
  - Транспортные средства административных и технических сотрудников дипломатических миссий.

Знаки «CD», «CC» и «AT» снабжаются сокращением кантона и двумя числами, разделёнными одной точкой, из которых второе число обозначает государство, направляющее дипломатического представителя (см. список ниже), а первое — дорожный номер транспортного средства, принадлежащего этому государству. Первые числа дорожного номера зарезервированы за руководителем представительства и его заместителями.
| 001 Ватикан · 002 Канада · 003 Шри-Ланка · 004 Австралия · 005 Иран · 006 Испания · 007 Израиль · 008 Кувейт · 009 США · 010 Бразилия · 011 Мексика · 012 Ирландия · 013 Япония · 014 Новая Зеландия · 015 Лихтенштейн · 016 Монако · 017 ЮАР · 018 Египет · 019 Сирия · 020 Алжир · 021 Аргентина · 022 Австрия · 023 Боливия · 024 Чили · 025 Колумбия · 026 Республика Корея · 027 Коста-Рика · 028 Кот-д’Ивуар · 029 Куба · 030 Эквадор · 031 Финляндия · 032 Франция · 033 Гана · 034 Гватемала · 035 Гаити · 036 Индия · 037 Индонезия · 038 Ирак · 039 Италия · 040 Ливан · 041 Панама · 042 Перу · 043 Филиппины · 044 Португалия · 045 Тунис · 046 Турция · 047 Уругвай · 048 Венесуэла · 049 Вьетнам · 050 ДР Конго · 051 Германия · 052 Нигерия · 053 Пакистан · 054 Болгария · 055 Китай · 056 Венгрия · 057 Польша · 058 Румыния · | 059 Сербия · 060 Чехия · 061 Саудовская Аравия · 062 Бельгия · 063 Дания · 064 Греция · 065 Ливия · 066 Марокко · 067 Норвегия · 068 Нидерланды · 069 Швеция · 070 Таиланд · 071 Иордания · 072 Великобритания · 073 Россия · 074 Люксембург · 075 Эфиопия · 076 Доминиканская Республика · 077 Парагвай · 078 Сальвадор · 079 Китайский Тайбэй · 080 Ямайка · 081 Сан-Марино · 082 Тринидад и Тобаго · 083 Йемен · 084 Габон · 085 Малайзия · 086 Либерия · 087 Судан · 088 Монголия · 089 Мальта · 090 Беларусь · 091 Украина · 092 Исландия · 093 Республика Конго · 094 Чад · 095 Мьянма · 096 Сенегал · 097 Никарагуа · 098 свободен, бывш. ГДР · 099 Гондурас · 100 Бангладеш · 101 Камбоджа · 102 КНДР · 103 Бенин · 104 Кипр · 105 Сингапур · 106 ЦАР · 107 Катар · 108 Оман · 109 Камерун · 110 Мадагаскар · 111 Кения · 112 Сомали · 113 ОАЭ · 114 Танзания · 115 Бурунди · 116 свободен, бывш. НДРЙ · | 117 Непал · 118 Бахрейн · 119 Афганистан · 120 Руанда · 121 Бутан · 122 Гвинея · 123 Зимбабве · 124 Гонконг · 125 Албания · 126 Бруней · 127 Дания · 128 Сан-Томе и Принсипи · 129 Экваториальная Гвинея · 130 Белиз · 131 Маврикий · 132 Кыргызстан · 133 Словения · 134 Хорватия · 135 Замбия · 136 Босния и Герцеговина · 137 Словакия · 138 Литва · 139 Латвия · 140 Иордания · 141 Ангола · 142 Северная Македония · 143 Гамбия · 144 Армения · 145 Эстония · 146 Уганда · 147 Казахстан · 148 Эритрея · 149 Грузия · 150 Мавритания · 151 Молдова · 152 Азербайджан · 153 Лесото · 154 Барбадос · 155 Кабо-Верде · 156 Мозамбик · 157 Андорра · 158 Ботсвана · 159 Мали · 160 Узбекистан · 161 Буркина-Фасо · 162 Намибия · 163 Восточный Тимор · 164 Сент-Китс и Невис · 165 Эсватини · 166 Джибути · 167 Мальдивы · 168 Черногория · 169 Гренада · 171 Таджикистан · 173 Косово · 174 Государство Палестина · 177 Туркменистан |

## Виды номерных знаков, вышедшие из употребления

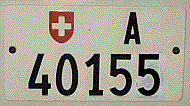
Бывш. номерной знак администрации

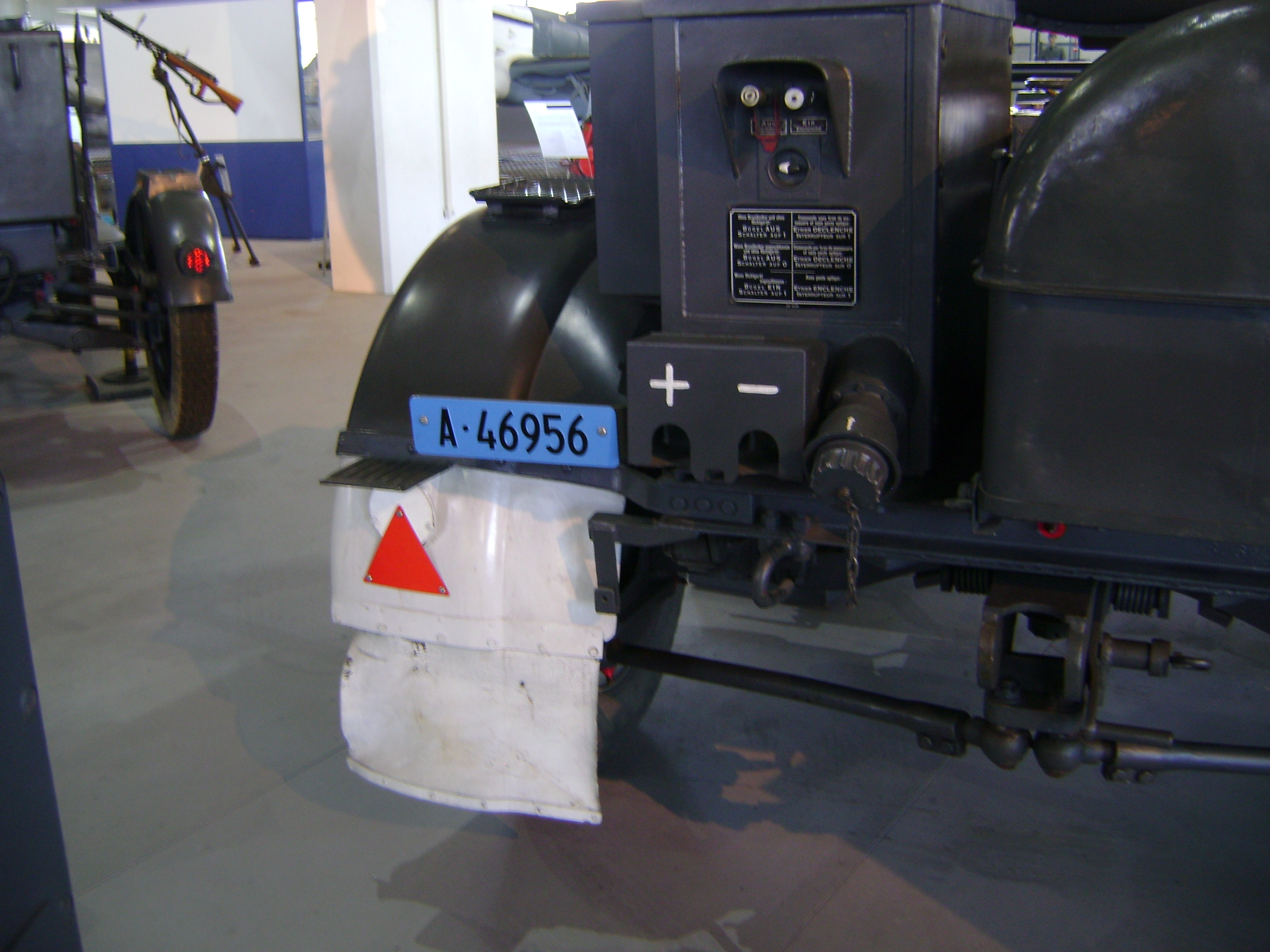
Бывш. синий номерной знак администрации

Гражданские транспортные средства федерального государства ранее снабжались швейцарским гербом, литерой «А» (сокращение от «Administration») и номером из чёрных цифр на белом фоне. При этом кантональный герб не применялся. Первая цифра пятизначного номера означала министерство, к которому относилось транспортное средство. Данные номерные знаки более не используются в Швейцарии. Учреждения в настоящее время получают обычные номерные знаки кантонов. Единственным исключением являются ведомства обороны и Федеральное ведомство вооружений в составе ОГОС, которые используют армейские номера с швейцарским гербом и белой литерой «М» на чёрном фоне.
| A • 1XXXX = | МИДШ  | Министерство иностранных дел Швейцарии                                  |
| A • 2XXXX = | МВДШ  | Министерство внутренних дел Швейцарии                                   |
| A • 3XXXX = | МЮПШ  | Министерство юстиции и полиции Швейцарии                                |
| A • 4XXXX = | ОГОС  | Министерство обороны, гражданской обороны и спорта Швейцарии            |
| A • 5XXXX = | МФШ   | Министерство финансов Швейцарии                                         |
| A • 6XXXX = | ЭОН   | Министерство экономики, образования и науки Швейцарии                   |
| A • 7XXXX = | ОСТЭС | Министерство окружающей среды, транспорта, энергетики и связи Швейцарии |

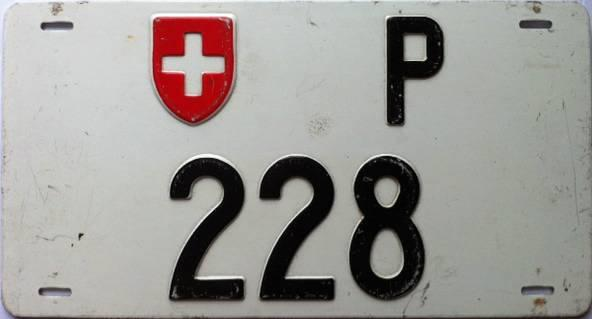
Бывш. номерной знак ПТТ

Почта, телеграф и телефон (ПТТ), а также Швейцарские федеральные железные дороги (ШФЖД) до 1997—1998 гг. являлись частью федерального управления, и их транспортные средства снабжались швейцарским гербом, литерой «Р» (сокращение от «Post(e)») и чёрным номером на белом, жёлтом или синем фоне. Почта и ШФЖД после отделения остаются полностью в федеральной собственности и пока ещё могут использовать P-щитки, а транспортные средства телекоммуникационных учреждений, которые с 1 января 1998 г. вошли в состав частично приватизированной Swisscom, незамедлительно должны были сменить спецномера на кантональные номерные знаки.
| P • 1XXXX — P • 7XXXX | Швейцарская почта                       |
| P • 8XXXX — P • 9XXXX | Швейцарские федеральные железные дороги |

Все транспортные средства почты и федеральных железных дорог к 31 декабря 2003 г. перешли на обычные кантональные щитки. Ответственными за выдачу были ведомства дорожного движения кантонов, в которых соответствующие службы имели присутствие.